# Arquidiocese de Santiago de los Caballeros
A Arquidiocese de Santiago de los Caballeros (Archidiœcesis Sancti Iacobi Equitum) é uma arquidiocese da Igreja Católica situada em Santiago de los Caballeros, na República Dominicana. Seu atual arcebispo é Héctor Rafael Rodríguez Rodríguez, M.S.C. Sua Sé é a Catedral de Santiago Apóstolo.
Possui 108 paróquias servidas por 127 padres, contando com 1.343 mil habitantes, com 83,7% da população jurisdicionada batizada (1.124.000 católicos).

## História
A diocese de Santiago de los Caballeros foi criada em 25 de setembro de 1953 com a bula Si magna et excelsa do Papa Pio XII, recebendo o território da arquidiocese de Santo Domingo, de quem era originalmente sufragânea.
Em 16 de janeiro de 1978 cede uma parte do seu território em vantagem da ereção da diocese de Mao-Monte Cristi.
Em 14 de fevereiro de 1994 é elevada ao posto de arquidiocese metropolitana com a constituição apostólica Sancti Iacobi Equitum do Papa João Paulo II.
Em 16 de dezembro de 1996 cede outra parte de território para a criação da diocese de Puerto Plata.

## Prelados
|                          | Nome                                      | Período    | Notas                                        |
| Arcebispos               | Arcebispos                                | Arcebispos | Arcebispos                                   |
| ------------------------ | ----------------------------------------- | ---------- | -------------------------------------------- |
| 4º                       | Héctor Rafael Rodríguez Rodríguez, M.S.C. | 2023-      | Atual                                        |
| 3º                       | Freddy Antonio de Jesús Bretón Martínez   | 2015-2023  | Arcebispo emérito                            |
| 2º                       | Ramón Benito de La Rosa y Carpio          | 2003-2015  | Arcebispo emérito                            |
| 1º                       | Juan Antonio Flores Santana †             | 1994-2003  |                                              |
| Bispos                   |                                           |            |                                              |
| 3º                       | Juan Antonio Flores Santana †             | 1992-1994  |                                              |
| 2º                       | Roque Antonio Adames Rodríguez †          | 1966-1992  |                                              |
| 1º                       | Hugo Eduardo Polanco Brito †              | 1956-1966  | Nomeado Arcebispo coadjutor de Santo Domingo |
| Bispos-auxiliares        |                                           |            |                                              |
|                          | Andrés Amaury Rosario Henriquez           | 2025-      | Atual                                        |
|                          | Carlos Tomás Morel Diplán                 | 2016-2024  | Nomeado Bispo de La Vega                     |
|                          | Valentín Reynoso Hidalgo, M.S.C.          | 2007-2018  |                                              |
|                          | Diómedes Espinal de León                  | 2000-2006  | Nomeado Bispo de Mao-Monte Cristi            |
|                          | Jesús María de Jesús Moya                 | 1977-1984  | Nomeado Bispo de San Francisco de Macorís    |
|                          | Hugo Eduardo Polanco Brito                | 1953-1956  | Elevado a Bispo                              |
| Administrador apostólico |                                           |            |                                              |
|                          | Octavio Antonio Beras Rojas               | 1954-1956  | Arcebispo coadjutor de Santo Domingo         |